# Тешевлянська сільська рада
Тешевлянська сільська́ ра́да (біл. Цешаўлянскі сельсавет) — колишня адміністративно-територіальна одиниця у складі Барановицького району Берестейської області Білорусі. Адміністративним центром сільської ради було село Тешевле.

## Історія
Сільська рада ліквідована рішенням Берестейської обласної ради від 26 червня 2013 року шляхом включення її населених пунктів та земель до складу Новомиської сільської ради.

## Склад ради
Населені пункти, що підпорядковувалися сільській раді станом на 2009 рік:
| Населений пункт | Тип    | Населення, осіб (2009) |
| --------------- | ------ | ---------------------- |
| Білолісся       | село   | 67                     |
| Заболоття       | село   | 338                    |
| Лебежани        | село   | 53                     |
| Люшнево         | село   | 293                    |
| Першомайський   | селище | 235                    |
| Стара Миш       | село   | 25                     |
| Тешевле         | село   | 554                    |
| Тюхневичі       | село   | 26                     |
| Шпаковці        | село   | 41                     |

## Населення
За переписом населення Білорусі 2009 року чисельність населення сільської ради становило 1632 особи.

### Національність
Розподіл населення за рідною національністю за даними перепису 2009 року:
| Національність | Осіб | Відсоток |
| -------------- | ---- | -------- |
| білоруси       | 1532 | 93,87 %  |
| росіяни        | 52   | 3,19 %   |
| поляки         | 31   | 1,90 %   |
| українці       | 11   | 0,67 %   |
| вірмени        | 2    | 0,12 %   |
| литовці        | 2    | 0,12 %   |
| молдовани      | 1    | 0,06 %   |
| грузини        | 1    | 0,06 %   |
| Разом          | 1632 | 100 %    |